# Microrégion de São Joaquim da Barra
La microrégion de São Joaquim da Barra est l'une des sept microrégions qui subdivisent la mésorégion de Ribeirão Preto de l'État de São Paulo au Brésil.
Elle comporte 9 municipalités qui regroupaient 211 406 habitants en 2010 pour une superficie totale de 5 571 km².

## Municipalités[1]
- Guaíra
- Ipuã
- Jaborandi
- Miguelópolis
- Morro Agudo
- Nuporanga
- Orlândia
- Sales Oliveira
- São Joaquim da Barra